# Mordella atrata
Mordella atrata är en skalbaggsart som beskrevs av Melsheimer 1845. Mordella atrata ingår i släktet Mordella och familjen tornbaggar.

## Underarter
Arten delas in i följande underarter:
- M. a. atrata
- M. a. lecontei